# Pholcus hieroglyphicus
Pholcus hieroglyphicus är en spindelart som beskrevs av Pietro Pavesi 1883. Pholcus hieroglyphicus ingår i släktet Pholcus och familjen dallerspindlar.
Artens utbredningsområde är Eritrea. Inga underarter finns listade i Catalogue of Life.